# Фейскини
Фейскини (англ. facekini, кит. упр. 脸基尼, пиньинь liǎnjīní) — головной убор в виде маски, закрывающий голову, лоб, лицо и шею и оставляющий небольшую прорезь для глаз, рта и носа. Маска предназначена для пловцов и любителей пляжного отдыха. Фейскини может представлять собой отдельный головной убор или же быть элементом цельного купального костюма. Фейскини изобрела пенсионерка Чжан Шифан, бывшая бухгалтер из приморского китайского города Циндао, ставшая предпринимателем.
Название фейскини (англ. face (лицо) + англ. bikini (бикини)) образовано по тому же принципу, что и буркини (бурка + бикини) — закрытый купальный костюм для мусульманок.
Такие маски стали популярны в курортном Циндао (восточная провинция Шаньдун в Китае), где их стали использовать в качестве солнцезащитного средства от ультрафиолетовых лучей, вызывающих загар. В Азии, и в частности в Китае, светлая кожа традиционно ассоциируется с высоким социальным статусом, поэтому у некоторых возникает желание защищать лицо от загара.
По информации производителей, использование такой маски блокирует 99,8 % ультрафиолетовых лучей типа А и В. Кроме того, такую маску используют как защиту от медуз, водорослей, насекомых, смога и других раздражителей на пляже. Также считается, что она предотвращает аллергические реакции на морскую воду. Маска изготавливается из эластичной ткани, которая обычно используется в купальных костюмах различных цветов и узоров. Фейскини часто носят в сочетании с солнцезащитной и пляжной одеждой, а также с аксессуарами (купальные комбинезоны с длинными рукавами, солнцезащитные очки, зонты и т. д.). Можно подобрать к купальнику пользователя и другие аксессуары — очки для подводного плавания или маски для дайвинга.
Госпожа Чжан, наблюдая за успехом разработанного ею модельного ряда купальников, не собирается останавливаться: «Я буду продолжать заниматься дизайном и постараюсь сделать его модной иконой как дома, так и за рубежом». Такой элемент купальной одежды также стали использовать некоторые мусульманки, носящие никаб при посещении общественных пляжей.
Пляжная мода подобного рода иногда сравнивается с маской Фантомаса из комедийной кинотрилогии Андре Юнебеля (см. «Фантомас») и, соответственно, женщин в фейскини зачастую стали называть «фантомасами», другим облачённые в фейскини люди напоминают инопланетян.